# Antarchaea marginalis
Antarchaea marginalis là một loài bướm đêm trong họ Noctuidae.